# Casa Calado
La Casa Calado és un edifici modernista de Sant Cugat del Vallès (Vallès Occidental) que forma part de l'Inventari del Patrimoni Arquitectònic de Catalunya.

## Història
Aquesta casa l'hauria bastit el pianista Enric Calado i Colom (†1922) segons un projecte de l'arquitecte Eduard Maria Balcells. Segons David Mackay, el mateix arquitecte projectà un segon edifici per al seu germà Màrius Calado i Colom (1862-1926), també pianista. Es tractaria d'una casa amb la façana formada per tres arcs formant un gran arc trilobulat, amb arabescs i decoració extravagant que fou un antecedent de la Casa Tosquella. Fou la primera obra de l'arquitecte.

## Descripció
És una casa residencial de planta quadrada, envoltada per jardí i d'una sola planta d'alçada. La façana està composta per tres arcs en arabesc i amb una decoració molt rica de ceràmica policroma. A la porta del jardí trobem una reixa de ferro de decoració modernista. Al mig de la teulada s'aixeca un cos quadrat amb cobertes inclinades dobles que es creuen entre si també amb decoració de ceràmica.